# Albert Anglberger
Albert Anglberger (* 1942 in Lochen am See) ist ein österreichischer Komponist, Kirchenmusiker und Universitätsprofessor.

## Leben
Mit zwölf Jahren kam Anglberger ins Bischöfliche Gymnasium Petrinum in Linz/Urfahr, wo der Grundstein für seinen Weg zum Musiker gelegt wurde. Seine künstlerische Entwicklung wurde durch die musikalische Gestaltung, die dort vor allem bei liturgischen Feiern praktiziert wurde, deutlich beeinflusst.
Schon als Jugendlicher komponierte und arrangierte er Stücke für die Liturgie und für Schulfeiern und konnte als Organist seine improvisatorischen Fähigkeiten auf diesem Instrument unter Beweis stellen. Nach Abschluss des Gymnasiums studierte er an der Musikakademie in Wien Chorleitung, Kirchenmusik und Orchester-Dirigieren.
Unmittelbar nach Abschluss des Studiums unternahm er sechs Jahre lang als Kapellmeister der Wiener Sängerknaben zahlreiche Konzertreisen mit den Knabenchören.
Im Jahre 1972 wurde er zum Domkapellmeister in Graz bestellt. Dort übernahm er den unter der interimistischen Leitung von Ernst Triebel neu gegründeten und aufgebauten Domchor, den er durch die Pflege des klassischen Kirchenmusikrepertoires und durch zahlreiche Uraufführungen von Auftragsarbeiten moderner Komponisten zu einem bedeutenden Bestandteil des kulturellen Lebens in der steirischen Landeshauptstadt machte.
1984 erfolgte seine Berufung als Professor für Chor- und Ensembleleitung an das Mozarteum in Salzburg, wo er bis zur Emeritierung im Jahre 2010 sein Wissen und seine Erfahrung an angehende Kirchenmusiker weitergeben konnte. Neben seiner langjährigen Tätigkeit als Leiter der Abteilung Kirchenmusik reaktivierte er den Universitätschor der Paris-Lodron-Universität Salzburg und gründete den Kammerchor „Collegium Musicum Salzburg“.